# Preceito
Preceito (do latim praeceptum) é concebido como um comando ou proibição de realizar uma determinada ação ou omissão. A norma contém uma forma abstrata, ou seja, a descrição do fazer ou não fazer, e toma um comando em reação à conduta omissiva ou ofensa à conduta esperada.

## Rituais religiosos

### Dias de preceito no catolicismo
Dias de preceito no catolicismo são aqueles dias do ano litúrgico nos quais o fiel não deve deixar de participar da Santa Missa. A falta sem atenuantes tem efeito de pecado grave e incapacita-o temporariamente de receber licitamente a Sagrada Eucaristia, exigindo o sacramento da Confissão. São eles:
- Domingos
- Natal
- Santa Maria Mãe de Deus
- Epifania do Senhor
- Solenidade de São José
- Ascensão do Senhor
- Corpus Christi
- Festa de São Pedro e São Paulo
- Assunção de Maria
- Dia de Todos os Santos
- Imaculada Conceição de Maria

### Preceito no candomblé
Preceito no candomblé — são as normas e restrições no preparo de alimentos e oferendas para cada Orixá. Todo orixá tem suas comidas favoritas e também as que são proibidas. Um exemplo, a comida para Oxalá não pode levar sal ou dendê e deve ser de cor branca, como canjica e inhame. Esse ewo é descrito pelo Itã que fala de uma viagem que Oxalá fez para visitar seu filho Xangô.   
O preceito de um Orixá engloba tanto o animal, os alimentos que lhe são oferecidos, como o preceito para cada Orixá que é diferenciado, durante o recolhimento de um filho de santo. Um alimento que o Orixá não aceita, passa a ser proibido para seus filhos, euó, que no candomblé bantu é chamado de quizila.